# باروخ

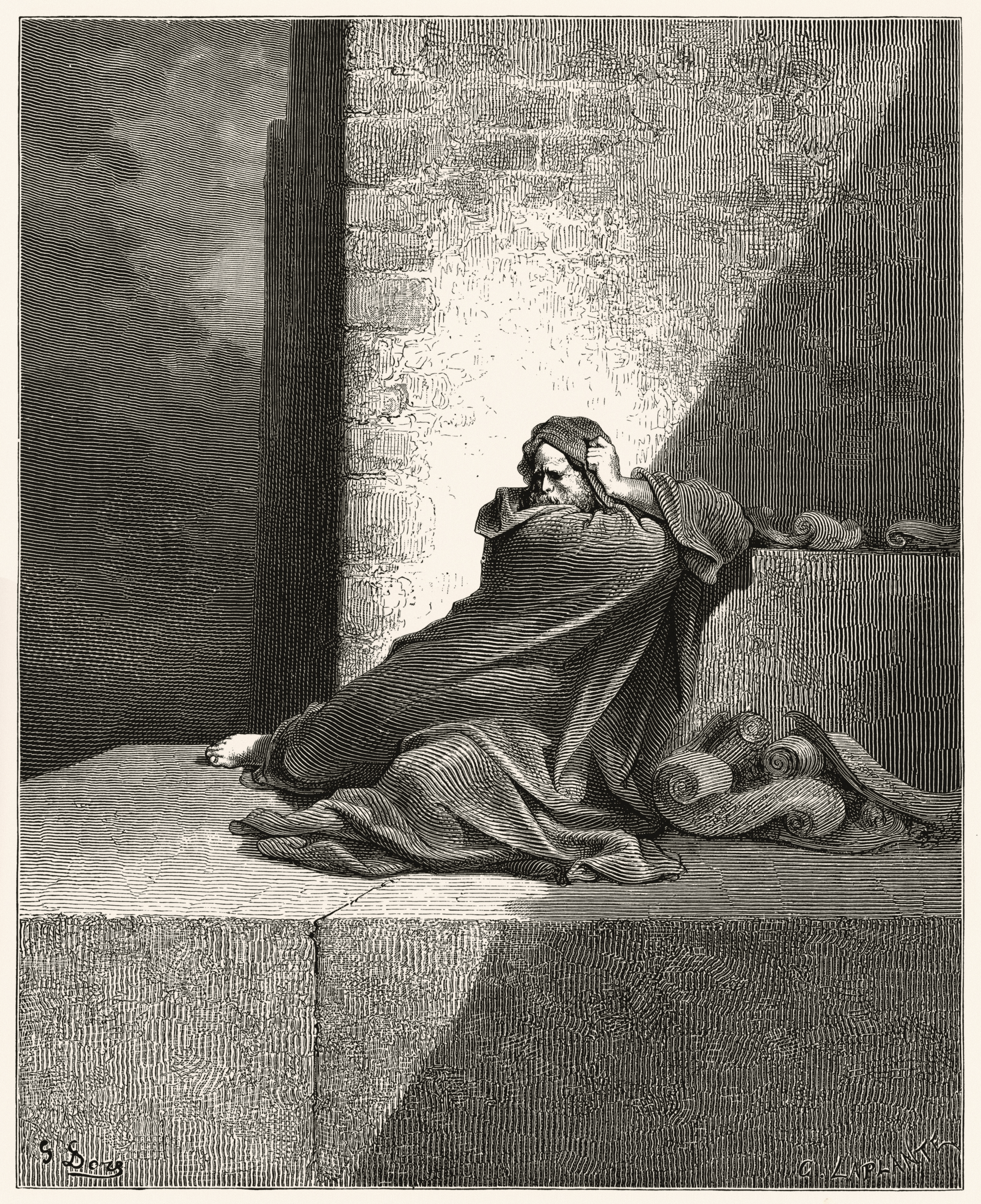
یک تصویر از باروخ از گوستاو دوره برای La Grande Bible de Tours

باروخمحیا پیامبر (به عبری: ברוך בן נריה) فرزند نریا، شاگرد، کاتب و دستیار معنوی و فکری ارمیای نبی است. شهرت وی به خاطر کتابش در میان کتاب‌های قانونی ثانی است که مسیحیان کاتولیک و ارتودوکس بدانها معتقد هستند.

## زندگی
یوسفیوس وی را اشراف‌زاده‌ای یهودی و برادر سرائیا، کاخ دار صدقیا، پادشاه یهودا، معرفی کرده‌است.
بعد از نزول مراثی و اشعار ارمیای نبی بر وی، باروخ کاتب او گردیده و اولین و دومین نسخ از نوشته‌های وی را به رشتهٔ تحریر درمی‌آورد. باروخ اگر چه بارها همچون استادش، ارمیا دلسر و ناامید می‌شود ولی همچنان به عنوان یک معلم و پیامبر، وظایف خود را انجام می‌دهد. زمانی که ارمیا مورد خشم پادشاه وقت یهویاکیم، قرار می‌گیرد، باروخ از جانب وی مأمور می‌شود تا در روز روزه داری، پیام او را در معبد اورشلیم بخواند. چنین مأموریتی دشوار و خطرناک است ولی باروخ بدون هیچ ترس و وحشتی آن را اجرا می‌کند؛ و این احتمالاً خود دلیلی می‌شود بر ارزش و اعتبار او.
باروخ و ارمیا، هر دو، شاهد محاصره شدن اورشلیم در سال‌های ۵۸۶ و ۵۸۷ قبل از میلاد بوده‌اند. در آن سال ارمیا زمینی در عناتوت که سپاه بابل در آن اردو زده بود، می‌خرد تا نمادی باشد از این که اورشلیم دوباره بازسازی خواهد شد. بنا به نوشتهٔ یوسفیوس، باروخ در کنار ارمیا در شهر مصفه به حیات خود ادامه می‌دهد و همچنان بر وی تأثیرگذار است به طوریکه (به خواست او) ارمیا اسرائیلیان را مجبور می‌کند تا پس از مرگ جدلیا در یهودا باقی بمانند.
وی با ارمیا به مصر منتقل می‌شود و بنا به نوشته جروم در همان‌جا از دنیا می‌رود. منابع دیگر معتقدند که او پس از آخرین تسخیر مصر توسط نبوکد نصر مجدداً به بابل منتقل می‌شود.
شهرت باروخ به خاطر صمیمت وی با ارمیا، نسل‌های پس از او را وامی‌دارد تا به تکریم وی بپردازند. کتاب باروخ و دو کتاب دیگر از کتاب مقدس (قانونی ثانی)، منسوب به او هستند.